# Руджеро Мастрояни
Руджеро Мастрояни (на италиански: Ruggero Mastroianni) е италиански филмов монтажист. 

## Биография
Руджеро Мастрояни е по-малък брат на Марчело Мастрояни, роден е на 7 ноември 1929 г. в Торино, където семейството се е преместило от Фонтана Лири. Баща му намера тук работа като химик. Той е един от най-големите италиански филмови редактори (монтажисти), работил е с най-големите италиански режисьори Федерико Фелини, Лукино Висконти и други. Участва като актьор (в ролята на Сципион Азиатски) заедно с брат си Марчело и Виторио Гасман във филма „Сципион“ на Луиджи Магни.
Умира от внезапен сърдечен удар в дома си в Помеция, докато завършва монтажа на филма „Примирие“ на Франческо Рози. Филмът е посветен на него и на Паскуалино Де Сантис, който почива по време на снимките.

## Избрана филмография монтажист
| година | филм                                                        | оригинално заглавие              | режисьор        |
| ------ | ----------------------------------------------------------- | -------------------------------- | --------------- |
| 1965   | Казанова '70                                                | Casanova '70                     | Марио Моничели  |
| 1966   | Армията Бранкалеоне                                         | L'armata Brancaleone             | Марио Моничели  |
| 1968   | Момичето с пистолета                                        | La ragazza con la pistola        | Марио Моничели  |
| 1969   | Залезът на боговете                                         | La caduta degli dei              | Лукино Висконти |
| 1970   | Следствие по делото на гражданина извън всякакво подозрение |                                  | Елио Петри      |
| 1970   | Бранкалеоне на кръстоносен поход                            | Brancaleone alle Crociate        | Марио Моничели  |
| 1971   | Смърт във Венеция                                           | Morte a Venezia                  | Лукино Висконти |
| 1973   | Амаркорд                                                    | Amarcord                         | Федерико Фелини |
| 1974   | Семеен портрет в интериор                                   | Gruppo di famiglia in un interno | Лукино Висконти |
| 1975   | Приятели мои                                                | Amici miei Atto                  | Марио Моничели  |
| 1976   | Няколко странни случая                                      | Quelle strane occasioni          | екип            |
| 1976   | Невинният                                                   | L'innocente                      | Лукино Висконти |
| 1976   | Казанова на Фредерико Фелини                                | Il Casanova di Federico Fellini  | Федерико Фелини |
| 1977   | Един дребен, дребен буржоа                                  | Un borghese piccolo piccolo      | Марио Моничели  |
| 1978   | Репетиция на оркестър                                       | Prova d'orchestra                | Федерико Фелини |
| 1979   | Пътуване с Анита                                            | Viaggio con Anita                | Марио Моничели  |
| 1980   | Ураганът Рози                                               | Temporale Rosy                   | Марио Моничели  |
| 1981   | Трима братя                                                 | Tre fratelli                     | Франческо Рози  |
| 1981   | Истории за обикновена лудост                                | Storie di ordinaria follia       | Марко Ферери    |
| 1984   | Приятели мои II                                             | Amici miei Atto II               | Марио Моничели  |